# Veľká Tŕňa
Veľká Tŕňa (węg. Nagytoronya) – wieś (obec) w południowo-wschodniej Słowacji, w powiecie Trebišov. Jedna z 4 słowackich miejscowości położona w regionie winiarskim Tokaj.
Pierwsza wzmianka o wsi pochodzi z 1220 pod nazwą Tolna. Następnie w dokumentach pojawia się jako Thorona (1276), Turuna (1321), Toronya (1336), wreszcie Nagythoronya (1441). Od 1321 była w rękach rodu Mics. Później, przez prawie dwa wieki, miejscowość była własnością klarysek z Sárospatak. W XV wieku przejąła ją rodzina Semsey, następnie Czékey i Buttkay. W XVII i XVIII wieku ówczesna Nagytoronya przeszła w zarząd rodziny Aspermont, a w XIX wieku Széchy.
W 1787 żyło tutaj 662 mieszkańców w 111 domach. Później populacja się zmniejszyła – w 1828 w 48 domach mieszkały 372 osoby, zajmujące się rolnictwem oraz winiarstwem.
Według spisu z 1910 w większości przeważali Węgrzy, ale była też znaczna mniejszość słowacka. Od 1920 wieś znalazła się w Czechosłowacji, powróciła na krótko do Węgier w latach 1938–1945.
W 2001 mieszkało tutaj 511 osób, z czego 493 (97%) to Słowacy.

## Zabytki
- kościół ewangelicki, wybudowany w XVII wieku w miejscu dawnego, romańskiego z XIII wieku. W 1834 przebudowany w stylu empire.
- kościół greckokatolicki z XIX wieku w stylu klasycystycznym.